# (73458) 2002 NZ47
2002 أن زد 47 (ويعرف أيضًا باسم (73458) 2002 أن زد 47 وفق تسمية الكوكب الصغير) (بالإنجليزية: 2002 NZ47)‏ هو كويكب ضمن حزام الكويكبات؛ وترتيبه 73458 من حيث الاكتشاف.
اكتُشف هذا الجُرم الفلكي بواسطة تعقب الأجرام القريبة من الأرض في 4 يوليو 2002.

## وصلات خارجية
- (73458) 2002 NZ47 في قاعدة بيانات مختبر الدفع النفاث لأجرام النظام الشمسي الصغيرة

- الاكتشاف · مخطط المدار ·  العناصر المدارية · المعلمات المادية

- (73458) 2002 NZ47 على موقع ويكي سكاي: DSS2, SDSS, GALEX, IRAS, Hydrogen α, X-Ray, Astrophoto, Sky Map, Articles and images